# Malo Očijevo
Malo Očijevo es un pueblo ubicado en el municipio de Bihać, en el cantón de Una-Sana, Bosnia y Herzegovina.

## Superficie
Posee una superficie de 27,14 kilómetros cuadrados.

## Demografía
Hasta 2013 la población era de 21 habitantes, con una densidad de población de 0,8 habitantes por kilómetro cuadrado.